# Zhushou
Zhushou (kinesiska: 竹寿镇, 竹寿) är en köping i Kina. Den ligger i provinsen Sichuan, i den sydvästra delen av landet, omkring 430 kilometer söder om provinshuvudstaden Chengdu. Antalet invånare är 6 054. Befolkningen består av 2 899 kvinnor och 3 155 män. Barn under 15 år utgör 20,0 %, vuxna 15-64 år 69 %, och äldre över 65 år 10,0 %.
Genomsnittlig årsnederbörd är 1 047 millimeter. Den regnigaste månaden är juli, med i genomsnitt 266 mm nederbörd, och den torraste är januari, med 4 mm nederbörd.